# ダブル・ディスク・コート

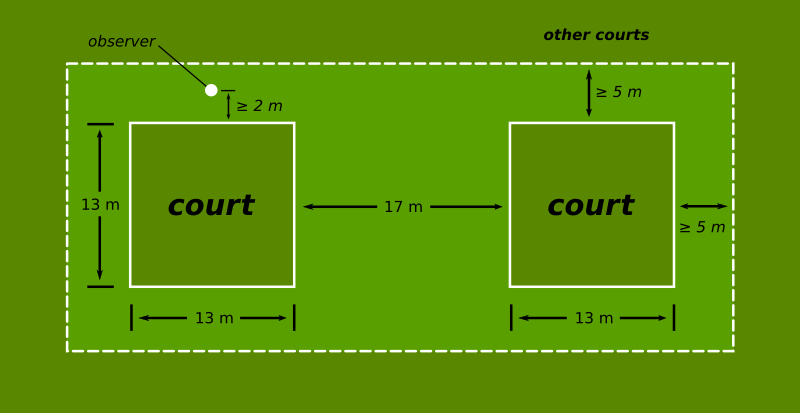
ダブル・ディスクコートのフィールド

ダブル・ディスク・コート（英語: double disc court、DDC）は、フライングディスクの公式種目の一つである。2人対2人で行い、2枚のディスクを使用する。

## ルール
- コートは13メートル四方のコート二つを、17メートル間隔で設置する。
- ラインはアルティメット同様、アウト・オブ・バウンズである。
- 得点方法は、相手コート内にディスクを静止させるか、相手の1人あるいは2人が同時に2枚のディスクに触れているようにする。
- 110グラムのフライングディスクを使用する。

## 試合の流れ
まず試合前にフリッピングを行い、勝ったチームが以下の三つより一つ選択、負けたほうが一つ選んだ後、再び勝ったチームが残りを選択する。
- 自陣コート。
- 先攻・後攻。
- サーバーの組み合わせ。

次に、先攻チームのサーバーではないプレーヤーが合図をし、両チームのサーバーが同時にスローする。このとき、合図が始まるまで先攻チームのサーバーは動いてはならない。
5点ごとにコートを交代する。